# 呼拉圈

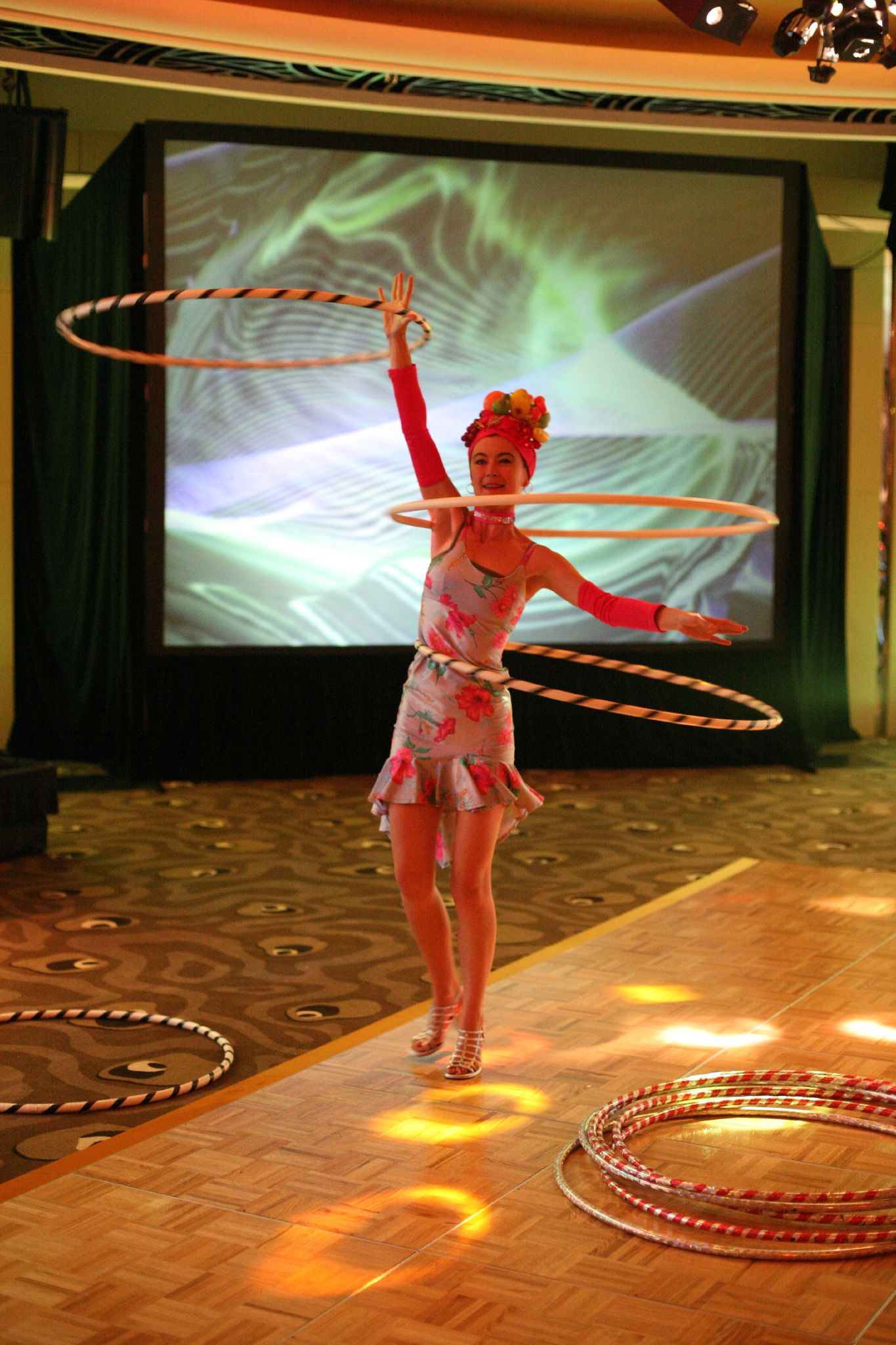
澳洲呼拉圈比賽參賽者。

呼啦圈（英文：hula hoop）是直徑約一公尺的環形玩具（制作材料可以是藤、草、竹、木材、塑膠、超合金等）。玩家要將呼拉圈套在腰上或身體其他部分不停轉動，不讓呼拉圈跌落地上。呼拉圈除了可當成一般玩具之外，也常用於比賽、雜技表演，或當成運動器材使用。

## 歷史

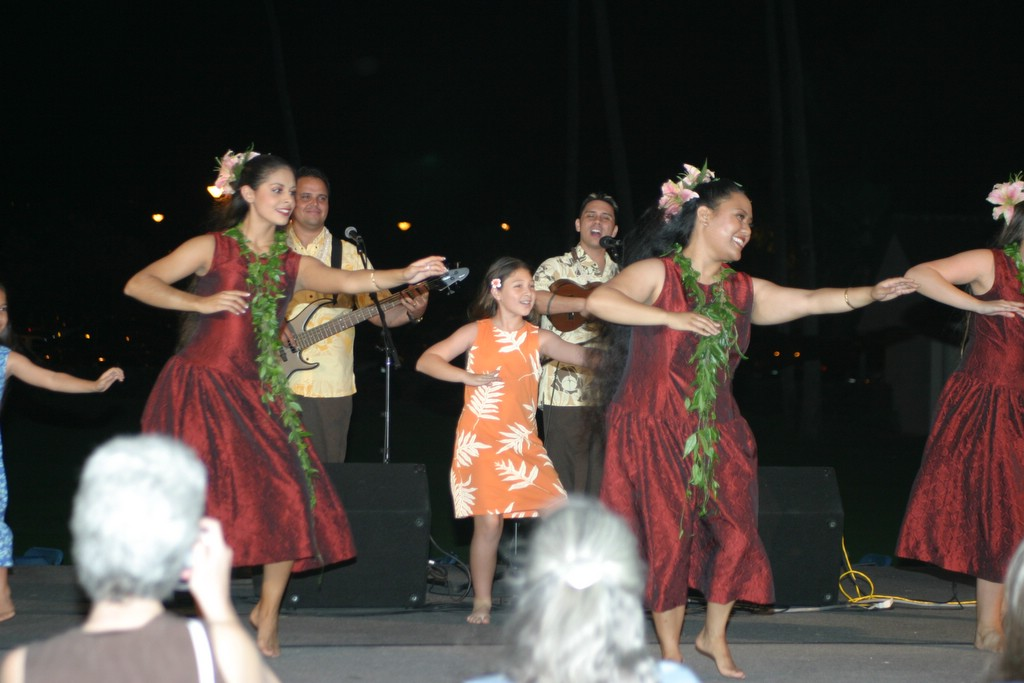
夏威夷的呼拉舞

早於數千年前，世界各地已有兒童利用直徑很大的圈環作玩具。這些圈環可以用葡萄藤、或者質地較硬的雜草製作，玩的方法有轉、滾、拋等等。3,000年前的古埃及兒童會用一根棒來推動葡萄藤做的圈環，讓它不停滾動。在古希臘，人們會把圈環套在腰間轉動，以收減肥之効。這種玩意在14世紀的英國也十分流行，不過當時的醫師指責這會引起心臟病發作和脊骨移位。18世紀初期，西方航海家到達夏威夷，發現當地的呼拉舞和轉動腰間圈環的姿勢不約而同，於是這種玩意便得了「呼拉圈」之名。

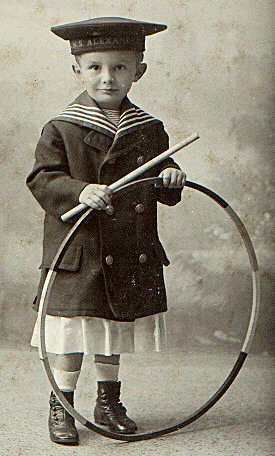
普魯士男孩拿着木製圈環,攝於20世紀初。

1958年，美國Wham-O玩具公司的創辦人理察·納爾（Richard Knerr）和阿瑟·莫林（Arthur Melin）重新將呼拉圈推出市面。他們的靈感源自一名剛到訪澳洲的加州朋友，他說當地的兒童上體操課會把竹製圈環套在腰間轉動。新推出市面的呼拉圈，用名為Marlex的新研製耐用塑膠製成。呼拉圈廣受歡迎，推出僅兩年間賣出超過1億件；而這也推動了Marlex塑膠的廣泛生產和使用。呼拉圈堪稱1950年代最受歡迎、也最能賺錢的玩意。呼拉圈熱潮退卻後，Wham-O公司再度推出飛盤玩具，同樣賣個滿堂紅。

## 玩具以外
1960年代，呼拉圈開始成為馬戲團、雜技團的常見道具。俄國和中國的雜技藝人的呼拉圈技法層出不窮，影響了後代雜技藝人的表演。2002年，澳洲雜技藝人、呼拉圈研究者茱迪斯·拉妮艮（Judith Lanigan）編排的《垂死的天鵝》（The Dying Swan），就用上了30個呼拉圈，號稱「悲劇與呼拉圈的混合體」。
時至今日，世界各地都可以買到五花十色的呼拉圈，最常用作減肥用具。21世紀初甚至出現所謂「坐着都能旋轉的電子呼拉圈」，那是條內嵌電路的軟帶，用家縛在腰間打開電流，儀器會在腰間繞圈下壓，產生類似轉動呼拉圈的感覺，生產者聲稱「運動效果和傳統呼拉圈類似，但不會造成運動傷害」。

## 世界之最
- 1999年5月25日：美國人肯·科瓦茨（Ken Kovach），創下邊跳彈床邊轉呼拉圈（垂直翻滚，非一般在腰部水平旋转）次數最多的健力士世界紀錄。[3]
- 2000年10月28日：台灣高雄市立中正體育場上2,290人同時轉動呼拉圈3分鐘，打破最多人同時轉呼拉圈的紀錄。上次世界紀錄為2,010人。[4]
- 2005年6月4日：澳洲人卡蓮娜·奧茲（Kareena Oates）同時轉動100個呼拉圈，所有呼拉圈迴轉3週，創下單人同時轉動最多呼拉圈的紀錄。[3]

## 資料來源
1. ↑  （英文） Wham-O （页面存档备份，存于）：官方網站
2. ↑  坐着都能旋轉的電子呼拉圈 （页面存档备份，存于）：產品介紹
3. 1 2  （英文） Twoop （页面存档备份，存于） - 呼拉圈歷史時間線
4. ↑  〈搖出個第一〉，載香港《明報》A11版，2000年10月29日

## 外部連結
- （英文） 麻省理工學院（页面存档备份，存于）：介紹發明
- （英文） about.com[]：介紹發明
- （英文） The Hula Hoop：呼拉圈研究網站，探討其歷史來源、雜技團的使用、保健功效，並教授各種程度玩法
- （英文） Hooping.org：呼拉圈愛好社群，有網誌、照片、討論版、呼拉圈班以及呼拉圈活動資訊
- （英文） NPR：呼拉圈又再流行（页面存档备份，存于）（播客）：講述搖滾樂團為了增加現場氣氛，讓現場觀眾大玩呼拉圈，後來呼拉圈成為樂團的標誌。也衍生出呼拉圈專業人員，為增加現場氣氛而當眾玩呼拉圈[]